# 헤베르치 페르난지스 지 안드라지
헤베르치 페르난지스 지 안드라지(포르투갈어: Heberty Fernandes de Andrade, 1988년 8월 29일)는 헤베르치로 불리는 브라질의 축구 선수로 포지션은 윙어와 스트라이커를 소화한다.

## 선수 생활
헤베르치는 CR 바스쿠 다 가마에서 선수 생활을 시작하였다. 2012년 일본J리그 디비전 2의 구단 더스파구사쓰 군마로 이적하며, 처음으로 아시아 무대를 밟았다. 같은 해 여름 J리그 디비전 1의 세레소 오사카로 이적하였다. 2013년에는 베갈타 센다이로 이적하였다.
2014년 타이 프리미어리그의 랏차부리 미트르 폴로 이적하였고, 26골을 몰아치며 리그 득점왕에 올라섰다. 2017년 헤베르치는 무앙통 유나이티드 FC로 이적하였고, 스트라이커로써 활용되었다.

## 선수 기록
| 선수 기록      | 선수 기록          | 선수 기록      | 리그 | 리그 | FA컵 | FA컵 | 대륙대회 | 대륙대회 | 총합 | 총합 |
| 시즌           | 구단               | 리그           | 출장 | 득점 | 출장 | 득점 | 출장     | 득점     | 출장 | 득점 |
| 일본           | 일본               | 일본           | 리그 | 리그 | FA컵 | FA컵 | 대륙대회 | 대륙대회 | 총합 | 총합 |
| -------------- | ------------------ | -------------- | ---- | ---- | ---- | ---- | -------- | -------- | ---- | ---- |
| 2012           | 더스파구사쓰 군마  | J2             | 22   | 5    | 5    | 0    | -        | -        | 27   | 5    |
| 2012           | 세레소 오사카      | J1             | 13   | 0    | 1    | 0    | -        | -        | 14   | 0    |
| 2013           | 베갈타 센다이      | J1             | 16   | 1    |      |      | -        | -        | 16   | 1    |
| 태국           | 태국               | 태국           | 리그 | 리그 | FA컵 | FA컵 | 대륙대회 | 대륙대회 | 총합 | 총합 |
| 2014           | 랏차부리 미트르 폴 | T1             | 36   | 26   | 0    | 0    | -        | -        | 36   | 26   |
| 2015           | 랏차부리 미트르 폴 | T1             | 34   | 19   | 0    | 0    | -        | -        | 34   | 19   |
| 2016           | 랏차부리 미트르 폴 | T1             | 20   | 20   | 2    | 0    | -        | -        | 22   | 20   |
| 사우디아라비아 | 사우디아라비아     | 사우디아라비아 | 리그 | 리그 | FA컵 | FA컵 | 대륙대회 | 대륙대회 | 총합 | 총합 |
| 2016-17        | 알샤바브           | 사우디 프로    | 10   | 4    | 0    | 0    | -        | -        | 10   | 4    |
| 태국           | 태국               | 태국           | 리그 | 리그 | FA컵 | FA컵 | 대륙대회 | 대륙대회 | 총합 | 총합 |
| 2017           | 무앙통 유나이티드  | T1             | 16   | 12   | 0    | 0    | -        | -        | 16   | 12   |
| 일본 통산      | 일본 통산          | 일본 통산      | 51   | 6    | 6    | 0    | 0        | 0        | 57   | 6    |
| 사우디 통산    | 사우디 통산        | 사우디 통산    | 10   | 4    | 0    | 0    | 0        | 0        | 10   | 4    |
| 태국 통산      | 태국 통산          | 태국 통산      | 106  | 87   | 2    | 0    | 0        | 0        | 108  | 87   |
| 커리어 통산    | 커리어 통산        | 커리어 통산    | 167  | 97   | 8    | 0    | 0        | 0        | 175  | 97   |

## 그 외
2015년 5월 헤베르치는 동티모르 국적을 취득하여, 동티모르 축구 국가대표팀에 선발될 자격을 갖추었다. 그러나 헤베르치는 동티모르 대표팀에서 A매치 데뷔를 이루지는 못하였다. 2017년 1월 19일 아시아 축구 연맹은 헤베르치를 포함한 11명의 브라질 선수들에게 동티모르 축구 국가대표팀 선발 자격을 정지시켰다.

## 수상

### 구단

#### 무앙통 유나이티드
- 태국 리그컵

우승 (1회) : 2017

### 개인
- 타이 프리미어리그 2014 최다 득점자 (26골)
- 타이 프리미어리그 2014 이달의 선수 (8월)